# 비앙카 벨레어
비앙카 벨레어(Bianca Belair, 1989년 4월 9일 ~ )는 여자 미국의 프로레슬링선수다. 키는 170cm(5 ft 7 in)에다가 몸무게는 75kg(165 lb)이다. 2016년 프로레슬링 입문으로 밝혀졌다. 피니쉬는 키스 오브 데스/케이오디(아르젠틴 페이스버스터)로 사용을 하거나 스피어로 사용을 한다. 본명은 비앙카 니콜 블레어 크로포드(Bianca Nicole Blair Crawford)라고 한다.

## Professional wrestling highlights
- Finishing moves
  - Kiss of Death / KOD (Argentine facebuster)
  - Spear
- Signature moves
  - Backbreaker
  - Body slam
  - Beware the Hair (Hair Whip)
  - Diving 450° splash
  - Double Chickenwing
  - Military press slam
  - Powerslam
  - Running dropkick
  - Sitout reverse powerbomb
- Nicknames
  - "The EST of NXT"
  - "The EST of Raw"
  - "The EST of SmackDown"
  - "The EST of WWE"
- Entrance themes
  - "Way You Love Me" by Ronn L Chick (WWE NXT; 2016-2017)
  - "We Do It Better" by Wordsmith (WWE NXT; 2017-2018)
  - "Watch Me Shine" by CFO$ (WWE NXT/WWE; 2018-present)

## 수상
- 베스트 WWE 모먼트 에스피 어워드 (2021) - 사샤 뱅크스 메인 히스토르 에스 더 퍼스트 블랙 위먼 투 메인 이벤트 WWE 레슬매니아 37
- 피멜 레슬링 오브 더 이열 (2022)
- 피멜 레슬링 오브 더 이열 (2022)
- 위민 오브 더 이열 (2022)
- 랭크드 넘버 1 오브 더 탑 150 피멜 레슬링 인 더 PWI 위민스 150 인 2021
- 베스트 WWE 피멜 (2022)
- 랭크드 넘버 9 인 더 탑 10 위민스 레슬링 인 2018
- 랭크드 넘버 3 인 더 탑 10 레슬링 인 2021 언드 2022
- WWE 위민스 챔피언 (신 버전) (2회)
- WWE 스맥다운 위민스 챔피언 (1회)
- WWE 위민스 태그팀 챔피언 (2회) - 제이드 카길 (1회), 나오미 (1회)
- WWE 위민스 로얄 럼블 (2021)
- 나인스 위민스 트리플 크라운 챔피언
  - 베스트 매치 오브 더 해프 이열 (2021) vs 사샤 뱅크스 엑트 WWE 레슬매니아 37